# Kalipucang (Jatibarang)
Kalipucang is een bestuurslaag in het regentschap Brebes van de provincie Midden-Java, Indonesië. Kalipucang telt 2422 inwoners (volkstelling 2010).